# Esquiule
Esquiule (Baskisch:Eskiula) is een gemeente in het Franse departement Pyrénées-Atlantiques (regio Nouvelle-Aquitaine) en telt 541 inwoners (2004). De plaats maakt deel uit van het arrondissement Oloron-Sainte-Marie. Het ligt in de Baskische provincie Soule.

## Geografie
De oppervlakte van Esquiule bedraagt 29,1 km², de bevolkingsdichtheid is 18,6 inwoners per km².
De onderstaande kaart toont de ligging van Esquiule met de belangrijkste infrastructuur en aangrenzende gemeenten.

## Demografie
Onderstaande figuur toont het verloop van het inwonertal (bron: INSEE-tellingen).